# 圣茹安德马尔讷
圣茹安德马尔讷（法語：Saint-Jouin-de-Marnes，法語發音：[sɛ̃ ʒwɛ̃ də maʁn]，意为“马尔讷的圣茹安”）是法国德塞夫勒省的一个旧市镇，属于布雷叙尔区。2019年，圣茹安德马尔讷与临近的3个市镇合并为新市镇平原河谷镇。

## 地理
圣茹安德马尔讷（46°52'55"N, 0°3'12"W）面积22.77 平方千米，位于法国新阿基坦大区德塞夫勒省，该省份为法国西部内陆省份，北起曼恩-卢瓦尔省，西接旺代省，南至夏朗德省和滨海夏朗德省，东临维埃纳省。
与圣茹安德马尔讷接壤的市镇（或旧市镇、城区）包括：布里、艾尔沃、伊赖、马尔讷、瓦龙、蒙孔图尔。

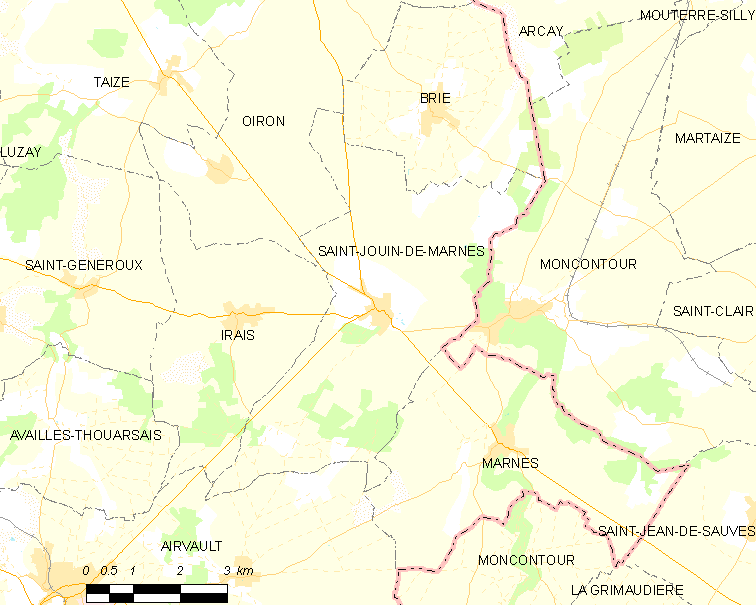
圣茹安德马尔讷的OSM定位图

圣茹安德马尔讷的时区为UTC+01:00、UTC+02:00（夏令时）。

## 行政
圣茹安德马尔讷的邮政编码为79600，INSEE市镇编码为79260。

## 政治
圣茹安德马尔讷所属的省级选区为图埃河谷县。

## 人口

1962-2008年间圣茹安德马尔讷人口变化图示

圣茹安德马尔讷于2018年1月1日时的人口数量为572人。